# 糜滩镇
糜滩镇，是中华人民共和国甘肃省白银市靖远县下辖的一个乡镇级行政单位。
2016年6月8日，甘肃省民政厅批复同意撤销糜滩乡，设立糜滩镇。

## 行政区划
糜滩镇下辖以下地区：
下滩村、独石村、碾湾村、官路村、前进村、胜利村、文化村和武家大川村。